# 高橋九郎
高橋 九郎（たかはし くろう、1851年1月4日（嘉永3年12月17日） - 1922年（大正11年）9月21日）は、日本の政治家、衆議院議員（2期）。

## 経歴
越後国三島郡宮川外新田(のち新潟県三島郡浦村→来迎寺村→越路町→長岡市)出身。漢籍を学ぶ。新潟県第十六区副長、学務委員、道半村(のち浦村)、宮川外新田戸長、のち宮川外新田外十二ヶ村戸長、三島郡所得税調査委員となる。また、第六十九国立銀行取締役、両毛鉄道(株)監査役、同取締役、関原銀行、沼垂銀行、北越倉庫各(株)取締役、与板銀行監査役を務めた。
1894年3月の第3回衆議院議員総選挙において新潟5区から自由党公認で立候補して当選する。同年9月の第4回衆議院議員総選挙は不出馬。1898年8月の第6回衆議院議員総選挙では憲政党公認で立候補して当選した。衆議院議員を2期務め、1902年の第7回衆議院議員総選挙は不出馬。1922年に死去した。